# Clase Kaiser Max
La clase Kaiser Max fue una clase naval de tres buques blindados construidos para la Marina de Guerra Imperial y Real austrohúngara en la década de 1860. La clase consistió en el buque líder de clase Kaiser Max, el Prinz Eugen y el Don Juan d'Austria, todos ellos construidos por Stabilimento Tecnico Triestino en Trieste (entonces parte del litoral austríaco), como una mejora de la clase Drache. Igualmente, todos fueron puestos en quilla en 1861, botados en 1862 y completados en 1863.
El primer buque en recibir una misión de combate fue el Don Juan d'Austria, que acudió a la Guerra de los Ducados en 1864, si bien no vio combate al ser parte de una escuadra lo suficientemente fuerte como para evitar que la flota danesa en el mar del Norte saliese a presentar batalla. Dos años después, en 1866 Austria fue atacada por Prusia e Italia en la guerra austro-prusiana. Durante el conflicto, tuvo lugar una gran batalla naval conocida como batalla de Lissa, en la que participaron y sobrevivieron los tres buques de la clase.
Tras el conflicto, los buques serían modernizados, pero no recibirían nuevas misiones por lo que su estado se fue deteriorando hasta 1873, cuando el pésimo estado de los mismos hizo que la Marina de Guerra Imperial y Real decidiera quitarlos de la lista de buques en servicio. Tras la decisión, el Reichsrat no aprobó fondos para construir nuevas naves, por lo que, a propuesta del almirante Friedrich von Pöck, se canibalizaron los buques de clase Kaiser Max para conseguir equipamiento para otros buques.

## Características generales de los buques
Como parte de la fiebre por los nuevos buques blindados al estilo del francés La Gloire y continuando los primeros dos buques con espolón que los austríacos habían construido con la clase Drache. Se pujó por fragatas modernas y se ordenó la construcción de una nueva clase de buques blindados para mantener el pulso en la carrera armamentística con la Italia unificándose y su pujante Regia Marina, que los austriacos veían con preocupación cómo podía suponer su bloqueo al mar, pues la costa nacional se limitaba al Adriático.
Los nuevos buques blindados serían una mejora de la clase Drache, desplazando 3600 toneladas cada uno y contando con 31 cañones para una tripulación de 366 hombres entre oficiales y marineros.

## Buques de la clase
| Nombre             | Astillero                      | Puesta en grada | Botado              | Entrada en servicio |
| ------------------ | ------------------------------ | --------------- | ------------------- | ------------------- |
| Kaiser Max         | Stabilimento Tecnico Triestino | Octubre de 1861 | 14 de marzo de 1862 | 1863                |
| Don Juan d'Austria | Stabilimento Tecnico Triestino | Octubre de 1861 | 26 de julio de 1862 | 1863                |
| Prinz Eugen        | Stabilimento Tecnico Triestino | Octubre de 1861 | 14 de junio de 1862 | Marzo de 1863       |